# Клан (телесериал)
«Клан» (англ. «Kindred: The Embraced») — американский телесериал, частично основанный на ролевой игре Vampire: The Masquerade. Премьера сериала состоялась 2 апреля 1996 года на телеканале FOX. Было выпущено восемь серий, после чего 9 мая 1996 года сериал был отменён. Производством сериала занимались Spelling Television и  John Leekley Productions.

## Сюжет
Действие происходит в городе Сан-Франциско, вокруг полицейского детектива Фрэнка Коханека, который обнаруживает, что в городе среди людей скрываются многочисленные вампиры, и Джулиана Луна, «принца города», покровителя различных кланов вампиров. Вампиры скрывают свою сущность, соблюдая правила «маскарада», и Джулиан, используя своё влияние на различные компании, всячески помогает сохранить существование вампиров в тайне.

## В ролях

### Основной состав
- Марк Франкель — Джулиан Луна, вампир, принц города, принадлежит клану Вентру
- С. Томас Хауэлл — Фрэнк, детектив
- Эрик Кинг — Сонни, напарник Фрэнка, вампир
- Стэйси Хайдук — Лилли, вампир, примоген клана Тореадор
- Бриджет Бранна — Саша, правнучка Джулиана, вампир клана Бруджа с четвёртой серии
- Келли Разерфорд — Кэтлин, репортёр

### Второстепенный состав
- Патрик Бошо — Архон Рейн, вампир, примоген клана Вентру
- Джефф Кобер — Дедал, вампир, примоген клана Носферату
- Брайан Томпсон — Эдди Фиори, вампир, примоген клана Бруджа
- Шеннон Рой — Кэш, вампир, примоген клана Гангрел, телохранитель Джулиана

## Список серий
| № | Название | Дата премьеры  |
| --- | --- | -------------- |
| 1 | «The Original Saga»                                                                                                  | 2 апреля 1996  |
| Фрэнк становится свидетелем назревающей войны между кланами. Предположив, что влияние Джулиана на город связано с преступной деятельностью, он решает отправить его за решётку. Любовница Фрэнка рассказывает ему о вампирах, и её убивают за раскрытие этой тайны (нарушение маскарада).                                                                                                   | |                |
| 2 | «Принц города» «Prince of the City»                                                                                  | 3 апреля 1996  |
| Фрэнк пытается поймать Эдди Фиори с помощью осведомителя, однако Фиори находит передатчик у осведомителя и убивает его. Фрэнк спешит на помощь, но в результате полиция застаёт Фрэнка на месте преступления. Единственный, кто может помочь Фрэнку, — Джулиан Луна. | |                |
| 3 | «Ночной охотник» «The Nightstalker»                                                                                  | TBA            |
| Новообращённый вампир, Старкуэзер, сходит с ума и начинает убивать людей. Джулиан Луна просит Фрэнка и Кэша остановить Старкуэзера, прежде чем тот раскрыл их тайну. | |                |
| 4 | «Ромео и Джульетта» «Romeo and Juliet»                                                                               | 10 апреля 1996 |
| Фиори пытается начать войну между кланами, убив члена клана Гангрел прямо на улице. Кэш и Саша становятся ближе, и Кэш просит у Джулиана разрешения обратить Сашу. | |                |
| 5 | «Живи на полную катушку, умри молодым и оставь красивый труп» «Live Hard, Die Young and Leave A Good Looking Corpse» | 17 апреля 1996 |
| Зейн, начинающая рок-звезда, выступает в клубе «Haven» (с англ. — «Убежище»), который принадлежит Лилли. Он является обращённым, членом клана Тореодор, и обратила его Лилли. Зейн ведёт себя неосторожно и обращает одну девушку против её воли. Джулиан недоволен таким безрассудным поведением и вынуждает Лилли убить Зейна.                                                            | |                |
| 6 | «Взлёт и падение Эдди Фиори» «The Rise and Fall of Eddie Fiori»                                                      | 24 апреля 1996 |
| Лилли нанимает фоторепортёра, чтобы он сфотографировал Джулиана с его новой любовницей, Кэтлин, которая получила высокое положение в городской газете за счёт влияния Джулиана. В город прибывает принц Лос-Анджелеса, Сайрус, который считает, что место Джулиана должен занять Эдди Фиори. Сайрус приводит ассамита — наёмного убийцу, который может произвольно менять свой внешний вид. | |                |
| 7 | «Восход кровавой луны» «Bad Moon Rising»                                                                             | 1 мая 1996     |
| Гот, изгнанный вампир клана Носферату, возвращается в город и похищает ребёнка для совершения тёмного ритуала. Джулиан преследует Гота, чтобы вернуть ребёнка, а также старается помешать Кэтлин сделать из этого события сенсацию. | |                |
| 8 | «Домик в лесу» «Cabin In The Woods»                                                                                  | 8 мая 1996     |
| Джулиан вместе с Кэтлин отправляются за город, на родину Джулиана. Здесь же обитает старый клан Бруджа, который был почти полностью уничтожен Джулианом по приказу Архона. Бруджа решают убить Джулиана, в свою очередь преемник Эдди Фиори решает захватить власть в городе, будучи уверенным в смерти Джулиана.                                                                           | |                |

## Релиз
Восемь эпизодов были изданы на DVD 21 августа 2001 года.